# Houston Rockets 1984-1985
La stagione 1984-85 degli Houston Rockets fu la 18ª nella NBA per la franchigia.
Gli Houston Rockets arrivarono secondi nella Midwest Division della Western Conference con un record di 48-34. Nei play-off persero al primo turno con gli Utah Jazz (3-2).

## Roster
| N° | Naz.                   | Ruolo | Sportivo         | Anno | Alt. | Peso |
| -- | ---------------------- | ----- | ---------------- | ---- | ---- | ---- |
| 1  | Stati Uniti (bandiera) | G     | Phil Ford        | 1956 | 188  | 79   |
| 3  | Stati Uniti (bandiera) | GA    | Craig Ehlo       | 1961 | 198  | 82   |
| 5  | Stati Uniti (bandiera) | G     | John Lucas       | 1953 | 191  | 79   |
| 8  | Stati Uniti (bandiera) | AC    | Hank McDowell    | 1959 | 206  | 98   |
| 9  | Stati Uniti (bandiera) | G     | Lionel Hollins   | 1953 | 191  | 84   |
| 15 | Stati Uniti (bandiera) | G     | Mitchell Wiggins | 1959 | 193  | 84   |
| 22 | Stati Uniti (bandiera) | GA    | Rodney McCray    | 1961 | 201  | 100  |
| 30 | Stati Uniti (bandiera) | G     | Allen Leavell    | 1957 | 185  | 77   |
| 32 | Stati Uniti (bandiera) | GA    | Lewis Lloyd      | 1959 | 198  | 93   |
| 33 | Stati Uniti (bandiera) | GA    | Robert Reid      | 1955 | 203  | 93   |
| 34 | Nigeria (bandiera)     | C     | Akeem Olajuwon   | 1963 | 213  | 116  |
| 40 | Stati Uniti (bandiera) | A     | Larry Micheaux   | 1960 | 206  | 100  |
| 43 | Stati Uniti (bandiera) | AC    | Jim Petersen     | 1962 | 208  | 107  |
| 50 | Stati Uniti (bandiera) | AC    | Ralph Sampson    | 1960 | 224  | 103  |

## Staff tecnico
- Allenatore: Bill Fitch
- Vice-allenatori: Carroll Dawson, Rudy Tomjanovich